# Михалин, Максим Сергеевич
Макси́м Серге́евич Михали́н  (род. 3 сентября 1997 года) — российский гандболист, линейный клуба СКИФ и сборной России.

## Карьера
Начинал карьеру и продолжает играть в команде «СКИФ». Играл за сборную России на ЧМ-2019.